# Caso Lucchetti
El Caso Lucchetti es la denominación de un caso judicial, con aristas políticas en Chile y Perú, relacionado con la construcción y posterior cierre de una fábrica de Lucchetti Perú SA, de capitales chilenos cuyos dueños administraban hasta el 2004 la empresa chilena Lucchetti. La fábrica está situada al sur de Lima, Perú (Chorrillos), frente al Refugio de vida silvestre Los Pantanos de Villa.

## Antecedentes
Lucchetti Perú SA es la denominación comercial de la empresa peruana INDALSA PERÚ S.A., que registra el Registro Único de Contribuyentes (RUC) 20268061437 de la SUNAT  Entidad recaudadora de impuestos del Perú, con domicilio fiscal en Avenida Defensores del Morro N.º 1277 Villa Baja (frente a los Pantanos de Villa) en el Departamento de Lima, Distrito de Chorrillos. Esta inició sus actividades el 14 de junio de 1995 en el rubro: Elaboración de macarrones, fideos y otros.
Es una de las empresas con más importación en el rubro de los fideos. En 1996 Luccheti adquirió un terreno de 59 943 m², al sur de Lima, frente al Refugio de Vida Silvestre Pantanos de Villa. En esta zona cohabitan 45 especies de plantas, 12 especies de peces, 250 especies de aves, 2 especies de reptiles, 2 especies de roedores, 75 especies de insectos acuáticos y semiacuáticos, 12 familias de arácnidos, 7 especies de moluscos, 1 especie de batracios y 67 especies de algas.
En enero de 1998, la alcaldía limeña, bajo la dirección de Alberto Andrade, anuló las autorizaciones otorgadas para la construcción de la fábrica, argumentando razones ambientales y corrupción de funcionarios. Al mes siguiente, el Juzgado de Derecho Público de Lima falló a favor de la empresa, permitiendo la finalización de las obras, lo que permitió que la industria funcionara a su plena capacidad para inicios de 1999. Estos eventos sucedieron en el gobierno de Alberto Fujimori. En 2002, se ordenó el retiro de la empresa del lugar cercano a los Pantanos de Villa.

## El caso

### El proceso en Perú
Las investigaciones del Congreso de la República del Perú concluyó que Lucchetti Perú SA había donado USD 213 000 al partido político Alianza Electoral Perú 2000 que postulaba al candidato Alberto Fujimori a un tercer periodo de gobierno en las elecciones generales de 2000.
En el 2001 el Congreso del Perú reveló un video, fechado en enero de 1998, en el que aparecen Vladimiro Montesinos y Gonzalo Menéndez, ejecutivo de Lucchetti en ese entonces; esa cinta fue uno de los tantos «vladivideos» que se exhibieron con conversaciones de Montesinos. La alcaldía de Lima retomó su denuncia, que finalmente sería acogida en mayo de ese año por un juez peruano, que inicia el juicio por supuesto tráfico de influencias. En agosto de ese año se propuso un juicio a tres directivos chilenos, pero no se llegó a desarrollar debido a su ausencia, mientras que el Consejo municipal de Lima denegó a Lucchetti la licencia para operar en la ciudad. Cabe señalar que la Oficina de Control de la Magistratura investigó a los jueces involucrados en la red de corrupción para esclarecer los hechos.
En 2002 Chile propuso a Perú firmar el Acuerdo de Protección de Inversiones Bilaterales para solucionar el incidente, caso que no ocurrió.
En 2003 la jueza Carolina Lizárraga fue la encargada de la diligencia para confrontar a Montesinos con los ciudadanos chilenos. El caso permaneció en la Segundo Juzgado Anticorrupción, a pesar de que la investigación tuvo como límite en diciembre de 2004, fecha que establi{o la prescripción para los empresarios de Lucchetti.
El 1 de diciembre de 2005, durante el gobierno de Alejandro Toledo, Montesinos fue condenado por el Poder Judicial del Perú a cuatro años de cárcel, por tráfico de influencias y favores judiciales en el gobierno de Fujimori, a la empresa Lucchetti Perú SA de capitales chilenos.
El 29 de septiembre de 2005, habiendo cerrado, se desarrolló el juicio oral, donde los exejecutivos de la empresa no se presentaron, siendo declarados reos en rebeldía. La defensa de la empresa argumentó «discriminación antichilena». Finalmente el caso fue declarado prescrito en 2006 por la Corte Suprema de Justicia del Perú.

### Instancias internacionales
En octubre de 2001, Andrónico Lukšić Abaroa anunció que recurriría al Centro Internacional de Arreglo de Diferencias Relativas a Inversiones (CIADI).  Ello se materializó en 2005, donde se solicitó que se le indemnizara a Lucchetti con 150 millones de dólares, más intereses y costas, por el cierre de la planta. En febrero de 2005, el CIADI indicó que no tiene competencia para resolver una demanda de Lucchetti contra el Estado peruano. La decisión fue ratificada en segunda instancia en septiembre de 2007.
En octubre de 2005, Andrónico Lukšić Craig presentó una demanda ante la Comisión Interamericana de Derechos Humanos por el caso Lucchetti.